# Леандерссон, Лина
Лина Леандерссон (швед. Lina Leandersson; род. 27 сентября 1995, Фалун) — шведская актриса.

## Биография
Лина Леандерссон родилась 27 сентября 1995 года в городе Фалун, Швеция. Детство провела с матерью, отчимом и двумя младшими сестрами. Она училась в школе исполнительского искусства в Стокгольме.
Лина дебютировала в кино 2008 году с ролью в фильме «Впусти меня», за которую получила ряд номинаций и премий. В 2015 году сыграла роль Хедвиг в спектакле «Дикая утка» Королевского драматического театра.

## Фильмография
| Год  |     | Русское название | Оригинальное название  | Роль  |
| ---- | --- | ---------------- | ---------------------- | ----- |
| 2008 | ф   | Впусти меня      | Låt den rätte komma in | Эли   |
| 2013 | ф   | Арбитр           | The Arbiter            | Ронья |
| 2013 | ф   | Нежность         | Ömheten                | Зерин |
| 2015 | кор | Катастрофа!      | Disaster!              | Хлои  |

## Награды и номинации
| Год  | Награда                                    | Категория                                                                    | Работа      | Результат |
| ---- | ------------------------------------------ | ---------------------------------------------------------------------------- | ----------- | --------- |
| 2008 | Ассоциация кинокритиков Чикаго             | Наиболее многообещающая актриса                                              | Впусти меня | Номинация |
| 2009 | Scream                                     | Лучшая актриса в фильме ужасов                                               | Впусти меня | Номинация |
| 2009 | Wonder Awards                              | Лучшая актриса                                                               | Впусти меня | Победа    |
| 2009 | Сатурн                                     | Лучшему молодому актёру или актрисе                                          | Впусти меня | Номинация |
| 2009 | Chlotrudis Awards                          | Лучшая актриса                                                               | Впусти меня | Номинация |
| 2009 | Fangoria Chainsaw Awards                   | Лучшая актриса                                                               | Впусти меня | Победа    |
| 2009 | Online Film Critics Society Awards         | Breakthrough Performance                                                     | Впусти меня | Победа    |
| 2009 | Online Film & Television Association Award | Best Youth Performance                                                       | Впусти меня | Номинация |
| 2009 | Молодой актёр                              | Best Performance in an International Feature Film — Leading Young Performers | Впусти меня | Номинация |